# Propepauropus corrugatus
Propepauropus corrugatus är en mångfotingart som först beskrevs av Ulf Scheller 1985.  Propepauropus corrugatus ingår i släktet Propepauropus och familjen fåfotingar. Inga underarter finns listade i Catalogue of Life.